# Fermana Calcio 2000-2001
Questa pagina raccoglie le informazioni riguardanti la Fermana Calcio nelle competizioni ufficiali della stagione 2000-2001.

## Stagione
Nella stagione 2000-2001 la retrocessa Fermana disputa il girone B del campionato di Serie C1, raccoglie 42 punti con il decimo posto finale. Allenata nel girone di andata da Salvo Furio D'Adderio, vi raccoglie 16 punti, con il quart'ultimo posto. A metà gennaio viene cambiato l'allenatore in coincidenza dell'inizio del girone di ritorno, al posto di D'Adderio arriva Dino Pagliari, la Fermana si riprende ed ottiene 26 punti, quanto bastano per raggiungere una tranquilla salvezza. Il torneo è stato vinto dal Palermo che torna in Serie B, accompagnato dal Messina che ha vinto i Play-off. La Fermana retrocessa dalla Serie B in questa stagione ha partecipato alla Coppa Italia nazionale inserita nel gruppo 2 di qualificazione, che è stato vinto dalla Sampdoria. Poi partecipa anche alla Coppa Italia di Serie C, ma viene subito eliminata dal Cesena, nel doppio confronto dei sedicesimi di finale.

## Rosa
| N. |                   | Ruolo | Calciatore             |
| -- | ----------------- | ----- | ---------------------- |
|    | Italia (bandiera) | D     | Simone Adani           |
|    | Italia (bandiera) | C     | Juri Barucca           |
|    | Italia (bandiera) | A     | Luca Bonfanti          |
|    | Italia (bandiera) | P     | Mauro Chiodini         |
|    | Italia (bandiera) | D     | Luca D'Angelo          |
|    | Italia (bandiera) | C     | Fabio De Sanzo         |
|    | Italia (bandiera) | C     | Guido Di Fabio         |
|    | Italia (bandiera) | C     | Andrea Di Salvatore    |
|    | Italia (bandiera) | C     | Fabio Di Venanzio      |
|    | Italia (bandiera) | A     | Marcello Lucio Direnzo |
|    | Italia (bandiera) | C     | Giorgio La Vista       |
|    | Italia (bandiera) | A     | Mario Lemme            |
|    | Italia (bandiera) | D     | Vincenzo Maiuri        |

| N. |                   | Ruolo | Calciatore          |
| -- | ----------------- | ----- | ------------------- |
|    | Italia (bandiera) | A     | Massimo Manca       |
|    | Italia (bandiera) | C     | Antonio Maschio     |
|    | Italia (bandiera) | A     | Andrea Pandolfi     |
|    | Italia (bandiera) | P     | Stefano Pardini     |
|    | Italia (bandiera) | D     | Salvo Parisi        |
|    | Italia (bandiera) | D     | Gionatha Pazzi      |
|    | Italia (bandiera) | C     | Filippo Pensalfini  |
|    | Italia (bandiera) | C     | Massimo Perra       |
|    | Italia (bandiera) | D     | Pierluigi Prete     |
|    | Italia (bandiera) | D     | Mirko Savini        |
|    | Italia (bandiera) | A     | Alessandro Smerilli |
|    | Italia (bandiera) | A     | Giovanni Tiberi     |

## Risultati

### Campionato

#### Girone di andata
| Arbitro: | Brighi (Cesena) |

|                 |           |                |
| Di Venanzio 72’ | Marcatori | 47’ A. Gennari |

| Arbitro: | Vicinanza (Albenga) |

|                                                                        |           |                           |
| Orfei 50’ (rig.), 90+4’ (rig.) U. Marino 62’ Turchi 73’ Passiatore 82’ | Marcatori | 42’ Lemme 79’ L. Bonfanti |

| Arbitro: | Cuttica (Alessandria) |

|                 |           |             |
| L. Bonfanti 70’ | Marcatori | 61’ Bertoni |

| Arbitro: | Micoli (Tivoli) |

|           |           |                                           |
| Aruta 81’ | Marcatori | 35’ Lemme 69’ Di Venanzio 74’ L. Bonfanti |

| Arbitro: | G. Rossi (Rimini) |

|                                     |           |  |
| L. Bonfanti 32’, 90+3’ M. Perra 75’ | Marcatori |  |

| Arbitro: | Bianchi (Lucca) |

|              |           |                |
| Moscelli 47’ | Marcatori | 4’ L. Bonfanti |

| Fermo 15 ottobre 2000 7ª giornata | Fermana                | 0 – 0 | L'Aquila | Stadio Bruno Recchioni\| Arbitro: \| M. Mazzoleni (Bergamo) \| |
| Arbitro:                          | M. Mazzoleni (Bergamo) |       |          |                                                                |

| Arbitro: | Giammillaro (Messina) |

|             |           |  |
| Toscano 30’ | Marcatori |  |

| Andria 29 ottobre 2000 9ª giornata | Fidelis Andria        | 0 – 0 | Fermana | Stadio degli Ulivi\| Arbitro: \| Squillace (Catanzaro) \| |
| Arbitro:                           | Squillace (Catanzaro) |       |         |                                                           |

| Arbitro: | Cruciani (Pesaro) |

|  |           |                |
|  | Marcatori | 84’ Kanyengele |

| Arbitro: | Palanca (Roma) |

|                |           |  |
| Passiatore 49’ | Marcatori |  |

| Arbitro: | Ambrosino (Torre del Greco) |

|                           |           |  |
| Lemme 30’ L. Bonfanti 33’ | Marcatori |  |

| Arbitro: | Girardi (San Donà di Piave) |

|                  |           |  |
| La Grottería 80’ | Marcatori |  |

| Fermo 10 dicembre 2000 14ª giornata | Fermana          | 0 – 0 | Giulianova | Stadio Bruno Recchioni\| Arbitro: \| Tonin (Piombino) \| |
| Arbitro:                            | Tonin (Piombino) |       |            |                                                          |

| Arbitro: | Dattilo (Locri) |

|               |           |              |
| Rosamilia 73’ | Marcatori | 90’ Pandolfi |

| Arbitro: | D'Aguanno (Marsala) |

|                                     |           |                                               |
| Di Fabio 35’ L. Bonfanti 86’ (rig.) | Marcatori | 13’ (rig.) D. Russo 69’ Zappella 84’ La Canna |

| Arbitro: | Tonolini (Milano) |

|            |           |  |
| Aurino 68’ | Marcatori |  |

#### Girone di ritorno
| Arbitro: | Zenere (Schio) |

|            |           |              |
| Mendil 84’ | Marcatori | 57’ La Vista |

| Arbitro: | Cuttica (Alessandria) |

|                                  |           |            |
| Di Fabio 65’ M. Manca 78’ (rig.) | Marcatori | 89’ Recchi |

| Arbitro: | Romeo (Verona) |

|                |           |              |
| Torino 9’, 52’ | Marcatori | 56’ M. Manca |

| Arbitro: | De Marco (Chiavari) |

|                                                            |           |  |
| Di Venanzio 21’ M. Manca 65’ (rig.) La Vista 70’ Lemme 77’ | Marcatori |  |

| Sassari 11 febbraio 2001 22ª giornata | Torres                 | 0 – 0 | Fermana | Stadio Acquedotto\| Arbitro: \| M. Mazzoleni (Bergamo) \| |
| Arbitro:                              | M. Mazzoleni (Bergamo) |       |         |                                                           |

| Arbitro: | Sacco (Civitavecchia) |

|                    |           |  |
| M. Manca 2’ (rig.) | Marcatori |  |

| Arbitro: | Carlucci (Molfetta) |

|                                   |           |  |
| Di Nicola 71’ (rig.) Cecchini 80’ | Marcatori |  |

| Arbitro: | Liberti (Genova) |

|                                    |           |               |
| La Vista 2’, 10’ M. Manca 58’, 63’ | Marcatori | 90+4’ Direnzo |

| Arbitro: | Benedetti (Vicenza) |

|                 |           |  |
| L. Bonfanti 29’ | Marcatori |  |

| Arbitro: | Mariuzzo (Venezia) |

|  |           |                                  |
|  | Marcatori | 27’ Lemme 78’ (rig.) L. Bonfanti |

| Arbitro: | Ponzalli (Firenze) |

|                           |           |                |
| Di Venanzio 55’ Lemme 71’ | Marcatori | 9’ Monticciolo |

| Arbitro: | Torella (Roma) |

|                     |           |  |
| Ripa 41’ Ortoli 59’ | Marcatori |  |

| Arbitro: | Niccolai (Livorno) |

|                        |           |                              |
| Di Fabio 65’ Lemme 81’ | Marcatori | 4’ Bombardini 48’ Montalbano |

| Arbitro: | Bergonzi (Genova) |

|                                              |           |                              |
| Califano 18’, 55’ Ferrigno 27’ Andrisani 58’ | Marcatori | 63’ L. Bonfanti 85’ La Vista |

| Arbitro: | G. Rossi (Rimini) |

|  |           |             |
|  | Marcatori | 18’ Noselli |

| Arbitro: | P.S. Mazzoleni (Bergamo) |

|              |           |                 |
| Zappella 26’ | Marcatori | 32’ L. Bonfanti |

| Arbitro: | Giannoccaro (Lecce) |

|                        |           |                                      |
| Lemme 17’ Tiberi 90+2’ | Marcatori | 37’ Pilleddu Di Salvatore 79’ (aut.) |

### Coppa Italia

#### Girone 2
| Arbitro: | Bertini (Arezzo) |

|  |           |                        |
|  | Marcatori | 29’ Jovicic 56’ Vasari |

| Arbitro: | Trefoloni (Siena) |

|                                     |           |                           |
| Maccarone 63’ Cappellini 75’ (rig.) | Marcatori | 9’ Lemme 83’ Di Salvatore |

| Arbitro: | Palmieri (Cosenza) |

|  |           |              |
|  | Marcatori | 55’ Pandolfi |

### Coppa Italia di Serie C

#### Sedicesimi di finale
| Arbitro: | Angrisani (Salerno) |

|              |           |                                                   |
| De Sanzo 80’ | Marcatori | 6’ (aut.) Pazzi 44’ Chiaretti 47’ Taldo 74’ Bondi |

| Arbitro: | Cavallaro (Legnago) |

|                          |           |              |
| Bondi 28’ Pensalfini 44’ | Marcatori | 66’ Smerilli |